# Жайдакбулак
Жайдакбула́к (каз. Жайдақбұлақ) — село у складі Кегенського району Алматинської області Казахстану. Входить до складу Жалагаського сільського округу.
Населення — 258 осіб (2021; 328 у 2009, 275 у 1999, 446 у 1989).